# Malephora mollis
Malephora mollis är en isörtsväxtart som först beskrevs av William Aiton, och fick sitt nu gällande namn av Nicholas Edward Brown. Malephora mollis ingår i släktet Malephora och familjen isörtsväxter. Inga underarter finns listade i Catalogue of Life.